# Araniella alpica
Araniella alpica es una especie de araña tejedora de orbe del género Araniella, de la familia Araneidae, orden Araneae. Fue descrita por L. Koch en 1869.
Se distribuye por Europa, Turquía, el Cáucaso, Rusia (de Europa a Siberia occidental) e Irán. Fue publicada en Beitrag zur Kenntniss der Arachnidenfauna Tirols. Zeitschrift Des Ferdinandeums Für Tirol Und Vorarlberg (3) 14: 149-, 206.